# Reguła sum Thomasa-Reiche’a-Kuhna
Reguła sum Thomasa-Reiche’a-Kuhna (ang. Thomas-Reiche-Kuhn sum rule) – w mechanice kwantowej związek wiążący elementy macierzowe operatora przejścia dipolowego dla elektronu w atomie z wartościami jego poziomów energetycznych i stwierdzający ze oddziaływanie atomu w stanie podstawowym z polem elektromagnetycznym w tym kwantowym nie może być w przybliżeniu dipolowym dowolnie silne. Niech stacjonarne równanie Schödingera będzie
{\displaystyle {\hat {H}}|n\rangle =E_{n}|n\rangle ,}
wtedy elementy macierzowe operatora położenia {\displaystyle {\hat {\boldsymbol {r}}}} (przejścia dipolowego) np. składowej {\displaystyle {\hat {x}}} związane są z energiami więzami
{\displaystyle \sum _{n}|\langle m|{\hat {x}}|n\rangle |^{2}(E_{n}-E_{m})=\hbar ^{2}/2m_{\mathrm {e} }}
lub
{\displaystyle \sum _{n}\sum _{i}|\langle m|{\hat {\boldsymbol {r}}}_{i}|n\rangle |^{2}(E_{n}-E_{m})=3\hbar ^{2}/2m_{\mathrm {e} }}
i dla {\displaystyle N_{\mathrm {e} }} elektronów
{\displaystyle \sum _{n}\sum _{i}\sum _{j=1}^{N_{\mathrm {e} }}|\langle mj|{\hat {\boldsymbol {r}}}_{ij}|nj\rangle |^{2}(E_{nj}-E_{mj})=3N_{\mathrm {e} }\hbar ^{2}/2m_{\mathrm {e} }.}
Jedną z konsekwencji reguły sum jest np. nieistnienie typu no-go nadpromienistej przemiany fazowej w modelu Dicke z uwzględnieniem członów kwadratowych pola elektromagnetycznego, tzn. dla realnych, a nie dowolnych parametrów fizycznych.

## Wyprowadzenie
Niech
{\displaystyle {\hat {H}}={\frac {{\hat {\boldsymbol {p}}}^{2}}{2m_{\mathrm {e} }}}+V(x).}
Z jednej strony (np. dla współrzędnej {\displaystyle x})
{\displaystyle \left[{\hat {x}},[{\hat {H}},{\hat {x}}]\right]=\left[{\frac {{\hat {\boldsymbol {p}}}^{2}}{2m_{\mathrm {e} }}},[{\hat {x}},{\hat {x}}]\right]-\left[{\hat {x}},[{\hat {x}},{\frac {{\hat {\boldsymbol {p}}}^{2}}{2m_{\mathrm {e} }}}]\right]=0+\left[{\hat {x}},{\frac {1}{2m_{\mathrm {e} }}}[{\hat {x}},{\hat {p}}_{x}]{\hat {p}}_{x}+{\frac {1}{2m_{\mathrm {e} }}}{\hat {p}}_{x}[{\hat {x}},{\hat {p}}_{x}]\right]=-\left[{\hat {x}},{\frac {1}{2m_{\mathrm {e} }}}(\mathrm {i} \hbar {\hat {p}}_{x}+{\hat {p}}_{x}\mathrm {i} \hbar )\right]={\frac {\hbar ^{2}}{m_{\mathrm {e} }}},}
czyli
{\displaystyle \langle m|\left[{\hat {x}},[{\hat {H}},{\hat {x}}]\right]|m\rangle =\hbar ^{2}/m_{\mathrm {e} }.}
Z drugiej strony wstawiając operator jednostkowy
{\displaystyle {\hat {I}}=\sum _{n}|n\rangle \langle n|}
do
{\displaystyle \left[{\hat {x}},[{\hat {H}},{\hat {x}}]\right]=[{\hat {x}},{\hat {H}}{\hat {x}}-{\hat {x}}{\hat {H}}]={\hat {x}}{\hat {H}}{\hat {I}}{\hat {x}}-{\hat {H}}{\hat {x}}{\hat {I}}{\hat {x}}-{\hat {x}}{\hat {I}}x{\hat {H}}+{\hat {x}}{\hat {H}}{\hat {I}}{\hat {x}}}
i używając faktu że {\displaystyle |n\rangle ,} to stan własny {\displaystyle {\hat {H}},} otrzymujemy
{\displaystyle \langle m|\left[{\hat {x}},[{\hat {H}},{\hat {x}}]\right]|m\rangle =2\sum _{n}|\langle m|{\hat {x}}|n\rangle |^{2}(E_{n}-E_{m}).}

## Przykład – oscylator harmoniczny
Ponieważ dla oscylatora harmonicznego wszystkie elementy operatora położenia pomiędzy stanem podstawowym a stanem wzbudzonym znikają z jego liniowości względem operatorów kreacji i anihilacji z wyjątkiem pierwszego otrzymujemy natychmiast
{\displaystyle |\langle 0|{\hat {x}}|1\rangle |^{2}=|\langle 0|{\hat {y}}|1\rangle |^{2}=|\langle 0|{\hat {z}}|1\rangle |^{2}=\hbar /2m_{\mathrm {e} }\omega .}
Dla stanów wzbudzonych analogicznie niezerowymi mogą być jedynie elementy pomiędzy dwoma najbliższymi stanami oscylatora i aby ich kwadraty modułów skracały się do reguły sum muszą być one liniowe w {\displaystyle n} a więc
{\displaystyle |\langle n|{\hat {x}}|n+1\rangle |^{2}=|\langle n|{\hat {y}}|n+1\rangle |^{2}=|\langle n|{\hat {z}}|n+1\rangle |^{2}=(n+1)\hbar /2m_{\mathrm {e} }\omega .}